# Filipe Morato Gomes
Filipe Morato Gomes (Porto, 1971) é um viajante, jornalista e fotógrafo português, reconhecido como o fundador do blog de viagens Alma de Viajante, um dos mais antigos blogs de viagens em Portugal.

## Biografia
Nascido no Porto, Filipe licenciou-se em Engenharia de Sistemas e Informática pela Universidade do Minho. Após uma carreira inicial na área de multimédia, decidiu dedicar-se integralmente às viagens, combinando a escrita, a fotografia e a divulgação cultural.

## Carreira
Em 2004, Filipe embarcou na sua primeira volta ao mundo, que durou 14 meses. Esta experiência inspirou-o a criar o Alma de Viajante, que rapidamente se tornou uma referência para viajantes independentes em Portugal.
Além do blog, Filipe tem colaborado com diversas publicações de renome, incluindo a secção Fugas do jornal Público, onde partilha relatos e crónicas das suas viagens.[carece de fontes?]
Em 2019, Filipe fundou a Associação de Bloggers de Viagem Portugueses (ABVP), com o objetivo de promover e profissionalizar o trabalho dos bloggers de viagem em Portugal.[carece de fontes?]

## Publicações
Filipe é autor do livro Alma de Viajante, publicado em 2007, onde reúne crónicas e fotografias da sua primeira volta ao mundo. O livro foi bem recebido pela crítica, sendo destacado pela sua abordagem autêntica e apaixonada às viagens.

## Legado
Filipe Morato Gomes é reconhecido por inspirar outros a explorarem o mundo de forma consciente, promovendo o respeito pela diversidade cultural e a sustentabilidade no turismo.